# Mojorejo (Kebonsari)
Mojorejo is een bestuurslaag in het regentschap Madiun van de provincie Oost-Java, Indonesië. Mojorejo telt 2383 inwoners (volkstelling 2010).